# Bez konce (Hvězdná brána)
Bez konce je dvacátá epizoda 10. řady americko-kanadského sci-fi Hvězdná brána. Je poslední epizodou seriálu.

## Děj
SG-1 a generál Landry cestují na palubě Odyssey na asgardskou domovskou planetu Orilla. Asgardé kontaktují Odysseu a vrchní velitel Thór se transportuje na loď.
Thór jim oznámí, že po tisíciletích genetické manipulace poslední pokus o odvrácení genetického kolapsu způsobil, že všichni žijící Asgardé trpí degenerativní a smrtelnou chorobou. Vysvětluje, že Asgardé jsou velmi blízko zániku své rasy. Pokračuje tím, že Asgardé předají své znalosti a technologie Tau'ri.
Své technologie a znalosti nainstalují na Odysseu, která se stane jejich odkazem. Odyssea je však následně napadena Orijskými loděmi. V tu chvíli se všichni Asgardi přenesou z lodi na planetu. Dvě lodě Oriů se odpojí a směřují k planetě, třetí pronásleduje Odysseu. Když se Odyssea dostane do bezpečné vzdálenosti Asgardi zničí svoji planetu i sami sebe. Dvě lodě Oriů jsou zničeny, ale třetí stále pronásleduje Odysseu, která nemůže bezpečně skočit do hyperprostoru, dokud se nedostane z dosahu radiace způsobené výbuchem a tak se generál Landry rozhodne použít nové asgardské energetické zbraně.
Asgardské zbraně prorazí štíty Orijské lodi, která exploduje. Odyssea poté unikne do hyperprostoru. Později se však ukáže, že hyperpohon byl pravděpodobně poškozen, proto Sam doporučí opustit hyperprostor a provést testy.
Hned jak loď vystoupí z hyperprostoru, objeví se dvě další lodě Oriů. Odyssea je už poškozena z předchozí bitvy, proto opět skočí do hyperprostoru. Carterová přijde s teorií, že je mohou Oriové sledovat díky novému asgardskému jádru. Jádro je ale plně propojeno s celou lodí, proto je jeho odpojení složitý manévr. Samantha Carterová přijde s plánem, který by jim měl dát nějaký čas. Celá posádka je transportována na planetu s hvězdnou bránou a na palubě zůstávají pouze SG-1 a generál Hank Landry.
Loď je napadena dvěma nepřátelskými loděmi. Jednu z nepřátelských lodí se podaří zničit, ale Odyssea přijde o štíty a další zásah by ji zničil. Nepřátelská loď vystřelí, ale v tom okamžiku spustí Samantha Carterová zařízení dilatace času. Později se však ukáže, že všechny možnosti, které Sam zamýšlela, jsou neproveditelné, protože po vypnutí pole dilatace času jim nezůstane dost času. Díky asgardské technologii si mohou vytvořit vše co potřebují, a tak žijí na palubě Odyssey a doufají, že Sam nakonec nalezne řešení.
Ale jak roky ubíhají, nikdo v to nedoufá. Daniel a Vala začnou spolu žít, Carterová se učí hrát na cello a generál Landry si založí zahrádku. Později generál umírá. Po padesáti letech se podaří Carterové najít řešení. Chce obrátit běh času v poli dilatace času a vrátit se do okamžiku než ho spustila, ale zdroj energie je už tak vyčerpaný, že to nebude možné provést. Ale Mitchel navrhne použít energii z paprsku Orijské lodi. Někdo však musí zůstat starý, aby mohl Samanthě Carterové předat krystal, který odpojí asgardské jádro od zbytku lodi.
Teal'c se rozhodne, že to udělá, protože na rozdíl od ostatních mu zbývá ještě mnoho let života. Poté, co paprsek zasáhne loď, se běh času v poli dilatace otočí a vrátí se do okamžiku před spuštěním, Teal'c předá Samanthě Carterové krystal a loď skočí do hyperprostoru dříve, než je zasažena. V SGC se Vala vyptává Teal'ca, co se na lodi za těch padesát let stalo, ale Teal'c nikomu nic neřekne.

## Zajímavosti
- Epizoda končí tím, že SG-1 odchází na další misi a celý tým použije Teal'covu slavnou frázi „vskutku“ (indeed).
- Vala Mal Doran se při rozhovoru s Thórem ptá Daniela Jacksona, jak od sebe dokáže Asgardy rozeznat. Daniel odpoví, že po hlase. Thóra však v seriálu mluví Michael Shanks, který zároveň hraje právě Jacksona.

## Citáty
| „      | Jste Pátou rasou. Vaše role je jasná. Jestli je nějaká naděje v budoucnost, je ve vás a vašich lidech. | “ |
| — Thór | |   |